# Nino Mogorović
Ninoslav Mogorović zvani Nino (Pula, 24. svibnja 1953. – Pula, 15. svibnja 2025.) bio je hrvatski politički emigrant, političar, novinar i publicist.

## Djetinjstvo i mladost
Rođen je u obitelji Velimira (Veljka) i Marije Mogorović, prijeratnih istarskih izbjeglica, Hrvata, čiji su preci pred dolaskom fašizma bili prisiljeni napustiti Istru koja se nakon Rapalskih ugovora između Kraljevine Italije i Kraljevine SHS 1921. našla pod talijanskom vlašću, kojima su još 1915. sile Antante obećale istočnu obalu Jadrana u zamjenu za sudjelovanje na njihovoj strani u Prvom svjetskom ratu, gdje se očeva obitelj doselila na područje Črnomerca u Zagrebu, gdje su prije Drugoga svjetskog rata imali dvije mesnice, koje su im nakon rata odlukom nove vlasti bile nacionalizirane, odluka Pariškog mirovnog sporazuma iz 1947., te Londonskog memoranduma iz 1954., kada je cijelo područje Istre došlo pod jugoslavensku vlast, obitelj u siječnju 1957. preselila u Pulu, gdje Mogorović završava osnovnu školu, i započinje srednju, koju je zbog obiteljskih i političkih prilika završio u inozemstvu.
Otac Velimir je neposredno prije Drugoga svjetskog rata završio gimnaziju u generaciji s Ivom Glowatzkim, starijim bratom Vikija Glowatzkog, te je namjeravao upisati studij, u čemu ga je spriječilo izbijanje rata, te je bio regrutiran u Poglavnikov tjelesni zdrug (dalje: PTS) iz kojega je zalaganjem svoga oca pobjegao u Rijeku, gdje su ga tamošnje vlasti uhitile i vratile u Zagreb, gdje je dočekao kraj rata, te je u svibnju 1945. po Ozni bio uhićen i osuđen na šest godina zatvora, da bi se nakon izlaska na slobodu zajedno sa ženom uputio prvo u Rijeku, gdje je supruga radila u Novom listu kao novinarka, da bi se potom preselili u Pulu, gdje je radio kao službenik u nabavnom odjelu OUR Uljanik, dok je Branka u razdoblju od 1956. do 1970. radila u Glasu Istre, te je bila jedan od inicijalnih podupiratelja osnivanja Radio Pule, kao prve hrvatske radijske postaje na istarskom poluotoku, da bi nakon Brijunskog plenuma i smjene Aleksandra Rankovića, tijekom 1966. bila imenovana glavnom urednicom Glasa Istre, da bi potom zbog otvorene podrške potpisnicima "Deklaracije o nazivu i položaju hrvatskog književnog jezika" iz 1967., kao i izjave kako je Jugoslavija bila "policijska država" bila izložena pritiscima zbog navodnog nacionalizma i nepristupanja SKJ-u, te iste godine bila smijenjena, da bi u travnju 1970., cijela obitelj bila prisiljena napustiti Jugoslaviju.

## Odlazak u političku emigraciju
Prvo vrijeme borave u Italiji, u Rimu, gdje su aktivni u krugu Ante Cilige, a potom su se trajno smjestili u Zapadnom Berlinu, u Njemačku, gdje se Mogorović uključuje u rad hrvatskih emigrantskih organizacija, Hrvatske zajednice (dalje: HZ) koja je imala sjedište u Berlinu, te se nastavio kretati u političkim i kulturnim krugovima oko Cilige i Tihomira Ilije Zovka, zbog čega se cijela obitelj nalazila pod operativnim nadzorom jugoslavenske Službe državne sigurnosti, naročito preko Vojne misije SFRJ-u u Berlinu, te su uskoro osnovali Hrvatsko kulturno društvo (dalje: HKD) u Njemačkoj, koje je jednom prilikom organiziralo demonstracije u kojima je sudjelovalo mnoštvo hrvatskih emigranata u Berlinu, prilikom koje je navodno po kazivanju samog Mogorovića, na njega i njegovu suprugu bio izvršen neuspjeli pokušaj ubojstva.

## Demokratske promjene i povratak
Nakon demokratskih promjena u Hrvatskoj u svibnju 1990., Mogorović se s obitelji odlučio vratiti u Hrvatsku, gdje se u Zagrebu na poziv Franje Tuđmana priključuje Hrvatskoj demokratskoj zajednici (HDZ). Kasnije je prešao u Hrvatsku stranku prava (HSP), tijekom rata aktivno se uključio i u obranu zemlje, a prepoznat je po sudjelovanju u humanitarnom radu te organiziranju u emigrantskim krugovima iz Njemačke pri skupljanju sredstava za potrebe dopremanja hrane i lijekova za pomoć u ratom zahvaćenim područjima Hrvatske.
U veljači 1998. Mogorović je osnovao udrugu "Dr. Ante Ciliga" sa sjedištem u Puli, te se u sklopu udruge bavio kulturnim i publicističkim radom, da bi povremeno kritizirao javnu politiku pojedinih političkih opcija centrističke i lijeve provenijencije, naročito neosnovano povezujući iste s autonomaštvom i talijanskim iredentizmom. Svojevremeno se Mogorović okušao i u poduzetništvu, te je bio direktor u trgovačkom društvu Gordo, te je stekao udjele u hotelu Croatia u Dugoj uvali kraj Marčane, na istočnoj obali istarskog poluotoka, gdje je imao namjeru pokrenuti zdravstveni turizam, pošto se njegovo poslovanje povezivalo s plasiranjem proizvoda Megamin, kao dodatka prehrani u svrhe alternativne medicine, kakav su pripravak kritizirale Hrvatska liječnička komora i Hrvatsko društvo farmakologa, iako se spomenuti pripravak prodavao na dijelu zapadnoeuropskih tržišta.
Nakon smrti predsjednika Tuđmana, tijekom predsjedničkih izbora Mogorović je objavio plaćeni oglas u dnevnim novinama Slobodnoj Dalmaciji, gdje je na tzv. istarsku večer pozvao političke kandidate desne provenijencije Antu Đapića, Antu Ledića, Tomislava Merčepa, Antu Prkačina i Zvonimira Šeparovića.
Nakon dolaska koalicijske vlasti lijevog centra 3. siječnja 2000., Mogorović se priključio inicijativi oko Miroslava Tuđmana te je imenovan dopredsjednikom stranke Hrvatski istinski preporod (HIP), te predsjednikom HIP-a za Istarsku županiju. Sudjelovao je tijekom 2001. godine u demonstracijama koje su organizirale razne skupine koje su se protivile proaktivnoj suradnji hrvatskih vlasti s Međunarodnim sudom u Haagu, naročito nakon sumnjičenja hrvatskih generala za ratne zločine, te je Mogorović imenovan potpredsjednikom Stožera za obranu digniteta Domovinskog rata u Istarskoj županiji.
Tijekom 1990-ih i 2000-ih kritizirao je politiku koju je vodio Istarski demokratski sabor (IDS), regionalna politička stranka koja je dominirala političkom scenom u Istarskoj županiji, naročito Ivana Jakovčića koji je razvoj regije vidio u dolasku stranih investicija u turizmu i industriji, te se Mogorović posebno okomio na  poduzetnika Danka Končara, s kojim je vodio i građansku parnicu zbog difamacije.
Umro je 15. svibnja 2025. godine u Puli, pokopan je 19. svibnja 2025. u Zagrebu, na gradskom groblju Mirogoj.